# Chao Noi
Chao Noi (tiếng Lào: ເຈົ້ານ້ອຍ, ? - 1829) vương hiệu đầy đủ Southaka Souvanna Koumar, sử nhà Nguyễn gọi là Chiêu Nội (昭內), là một vua của Thân vương quốc Phuan (Trấn Ninh), trị vì từ năm 1803 đến năm 1829. Ông là cháu trai của vua Somphou xứ Muang Phuan.